# Microtus abbreviatus
Microtus abbreviatus är en däggdjursart som beskrevs av Miller 1899. Microtus abbreviatus ingår i släktet åkersorkar, och familjen hamsterartade gnagare. IUCN kategoriserar arten globalt som livskraftig. Inga underarter finns listade i Catalogue of Life.
Arten når en kroppslängd (huvud och bål) av 111 till 146 mm, en svanslängd av 25 till 32 mm och en vikt av 45 till 79 g. bakfötterna är 22 till 24 mm låga. Den bruna pälsen på ovansidan blir vid kroppens sidor, vid stjärten, i ansiktet och vid öronens spetsar mer gulbrun. Undersidan är täckt av ljusbrun päls.
Denna åkersork förekommer på St. Matthew Island och Hall Island som tillhör Alaska (USA) och som ligger i Berings sund. Habitatet utgörs av det mera fuktiga låglandet men arten undviker områden där vattnet kan samla sig i pölar. Honor har bara en kull per år. Födan utgörs av växtdelar, bland annat från släktena Deschampsia, Artemesia, Rumex, Salix, Sedum och Saxifraga. Gnagaren är ett viktigt bytesdjur för rovfåglar, fjällrävar och isbjörnar.
Fortplantningen sker mellan maj och augusti. Honor föder ungefär 6 ungar per kull efter cirka 21 dagar dräktighet. Ungarna föds nakna och blinda. De får päls efter cirka 6 dagar och de öppnar ögonen efter ungefär 11 dagar. Ungarna diar sin mor i lite mer än två veckor.
Microtus abbreviatus skapar underjordiska tunnelsystem och i boet ingår minst ett större rum som fodras med gräs. Arten skapar även kamrar med förråd.